# Ophiacantha yaldwyni
Ophiacantha yaldwyni är en ormstjärneart som beskrevs av Fell 1958. Ophiacantha yaldwyni ingår i släktet Ophiacantha och familjen knotterormstjärnor. Inga underarter finns listade i Catalogue of Life.